# Alteridad (antología)
Alteridad (1994) es una antología de pequeños relatos de ciencia ficción de David Brin. Intercalados en el libro hay notas sobre algunas historias de David Brin y otros artículos cortos suyos.

## Contenido
- "The Giving Plague" (primera publicación en  1988)
- "Myth Number 21" (contenido en Tierra, primera publicación en 1990)
- "Dr. Pak's Preeschool" (primera publicación en 1990)
- "Detritus Affected" (primera publicación en 1992)
- "Sshhh ..." (primera publicación en 1988)
- "Those Eyes"
- "Bonding to Genji" (primera publicación en 1992)
- "The Warm Space" (primera publicación en 1985)
- "NatuLife " (primera publicación en 1993)
- "Piecework" (primera publicación en 1988)
- "Bubbles" (primera publicación en 1987)
- "Ambiguity" (primera publicación en 1990)
- "What Continues ... and What Fails ..." (primera publicación en 1991)